# لی دلیانگ
لی دلیانگ (انگلیسی: Li Deliang؛ زادهٔ ۱۹ سپتامبر ۱۹۶۷) ورزشکار شیرجه اهل چین است.
وی در مسابقات کشوری و بین‌المللی در مجموع برندهٔ ۱ مدال طلا، ۱ مدال برنز شده‌است.